# Chicomuceltec
Chicomuceltec (també Chikomuselteko o Chicomucelteco; antigament, Cotoque) és una de les llengües maies que s'havia parlat en una regió definida pels municipis de Chicomuselo, Mazapa de Madero, i Amatenango de la Frontera a Chiapas, Mèxic, així com algunes zones properes de Guatemala. Pel 1970-80 s'havia convertit en llengua extingida, amb informes recents de literatura maianista afirmant que ja no en queden parlants nadius. Hi ha comunitats de descendents dels chicomuceltecs contemporanis, aproximadament 1.500 persones a Mèxic i 100 a Guatemala són parlants de castellà.
El chicomuceltec fou anomenat a vegades cakchiquel mam, encara que té una relació distant tant amb el kaqtxikel o el mam, i és molt més proper al wastek (huastec).

## Història i genealogia
El chicomuceltec va ser documentat per primera vegada en la literatura lingüística moderna com una llengua diferent a la fi del segle xix, on va aparèixer en un informe publicat pel lingüista Karl Sapper dels seus viatges pel nord de Mesoamèrica 1888–95.
La relació del chicomuceltec amb el wastek fou establida a finals del 1930 (Kroeber 1939), qui va arribar a la conclusió a través de fer comparacions de la llista de paraules amb altres llengües maies i que va exposar un major grau d'afinitat amb el huastec que amb altres branques de les llengües maies.

### Documentació històrica
Un document manuscrit de dues pàgines datar de 1775 i trobat a la Bibliothèque Nationale de France a París és el testimoni més antic conegut de la llengua chicomuceltec. Pren la forma d'un missal catòlic i conté vuit frases escrites en chicomuceltec. També s'esmenta que la llengua és referida com a "cotoque".

## Distribució geogràfica

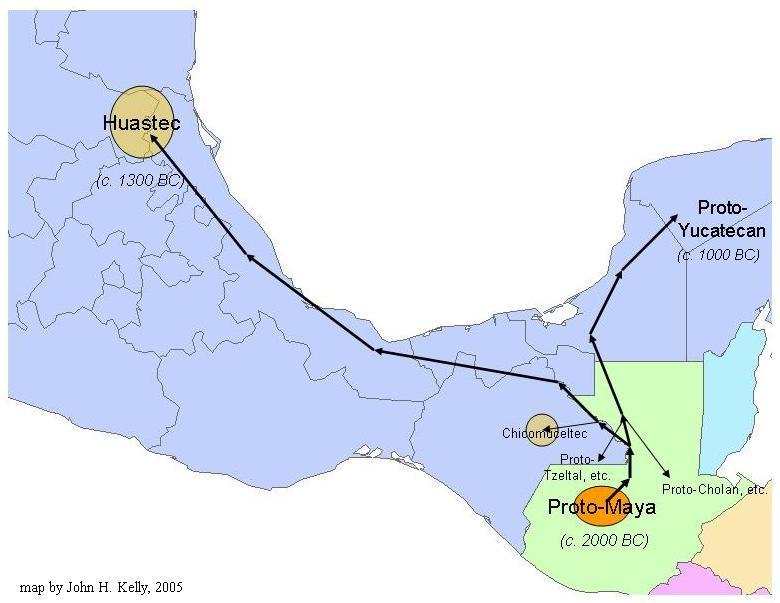
Mapa mostrant una proposta de la migració de la primera escissió dels wastek i chicomuceltec de la "pàtria" proto-maia.

La distribució geogràfica del huastec i del chicomuceltec en relació amb la resta de les llengües maies- amb el huastec centrat al nord de la regió de la Costa del Golf lluny de les altres més al sud i l'est de l'Istme de Tehuantepec- també va portar Kroeber a proposar que el chicomuceltec era o bé una població romanent deixada enrere després de la migració dels huastecs cap al nord des de l'altiplà de Chiapas, o bé representen un retorn d'un subgrup huasteca al seu país d'origen anterior.

## Declivi i extinció
A principis del segle XX era clar que la llengua estava en decadència, i quan en 1926 Franz Termer va visitar la comunitat de Chicomucelo va informar que només va trobar tres persones (totes majors de 60 anys) que podien parlar chicomuceltec, d'una població d'aproximadament 2.500 individus. Els mateixos parlants de chicomuceltec feien les seves converses quotidianes en espanyol.